# Conrad Haußmann

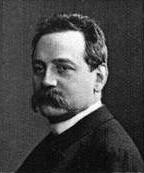
Conrad Haußmann

Conrad Haußmann, in manchen Quellen auch Konrad (* 8. Februar 1857 in Stuttgart; † 11. Februar 1922 ebenda), war ein deutscher Politiker in der Demokratischen Volkspartei und später der DDP.

## Familie

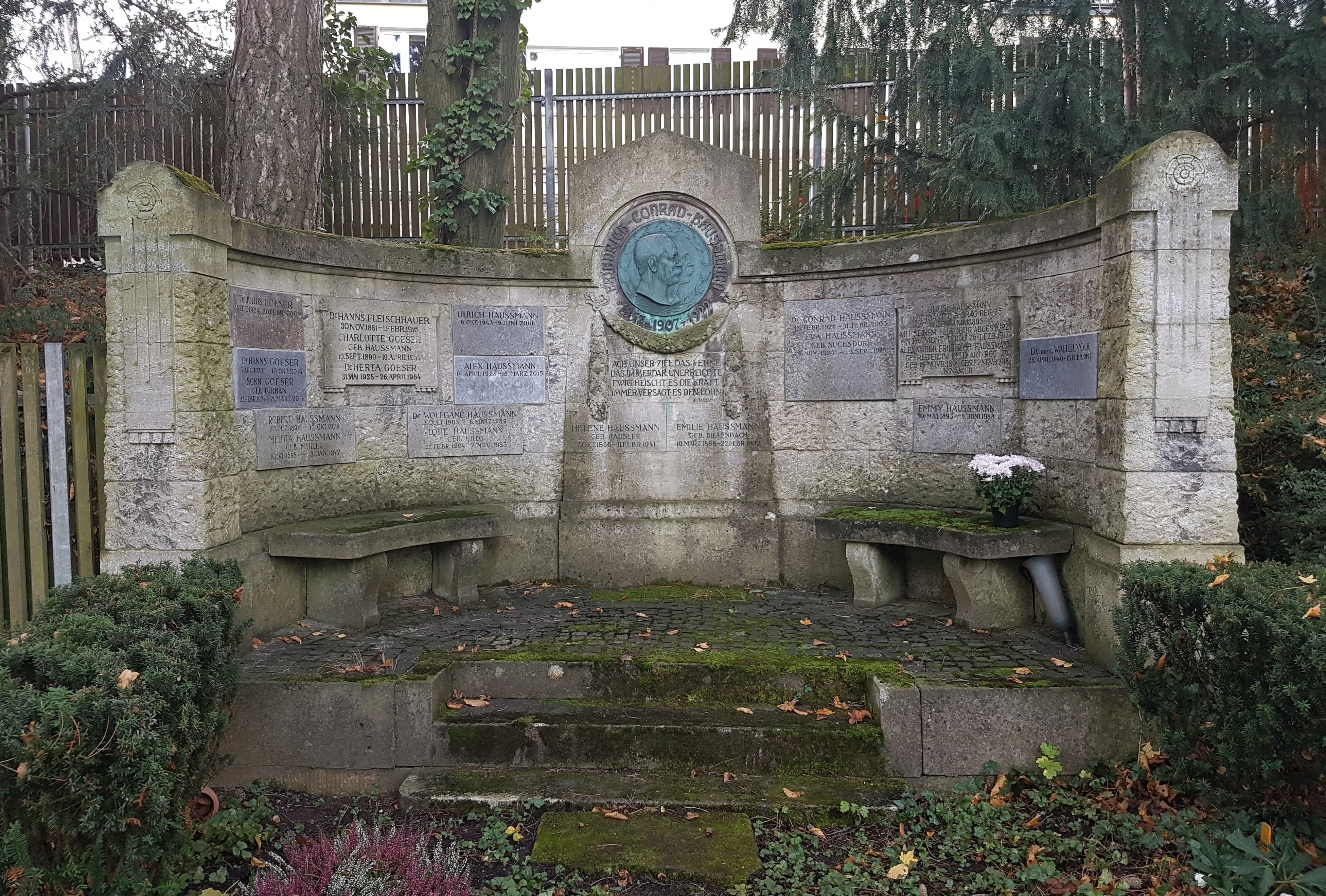
Familiengrabstätte auf dem Heslacher Friedhof

Haußmann stammte aus einer demokratisch geprägten württembergischen Familie. Die Familie ist ein Zweig der Haußmann von Reudern. Sein Vater Julius Haußmann war im Königreich Württemberg an der Revolution von 1848 beteiligt. Seine Mutter war Schweizerin. Sein Zwillingsbruder Friedrich gehörte ebenfalls dem Deutschen Reichstag an. Haußmann war ab 1887 mit Helene Kausler verheiratet. Mit ihr hatte er zwei Söhne. Der ältere Sohn Robert war als Rechtsanwalt in Stuttgart tätig und stand der dortigen Rechtsanwaltskammer als Präsident vor. Sein Sohn Wolfgang Haußmann (1903–1989) war von 1953 bis 1966 baden-württembergischer Justizminister.
Die Familiengrabstätte, in der auch Conrad Haußmann beigesetzt wurde, befindet sich auf dem Heslacher Friedhof in Stuttgart.

## Leben und Beruf
Nach dem Abitur am Eberhard-Ludwigs-Gymnasium in Stuttgart studierte Haußmann in Zürich, München, Berlin und Tübingen Rechtswissenschaften und ließ sich 1883 als Rechtsanwalt in Stuttgart nieder. 1907 beteiligte er sich mit Hermann Hesse, mit dem er befreundet war, und Ludwig Thoma an der Gründung der politisch-literarischen Zeitschrift „März“, die zunächst von Albert Langen verlegt wurde und als "konstruktives Pendant" (Helga Abret) zur Satire-Zeitschrift Simplicissimus gedacht war und in der er teilweise auch unter dem Pseudonym Heinrich Hutter schrieb. Haußmann, der sich für die deutsch-französische Aussöhnung einsetzte, verschaffte Anatole France und Jean Jaurès die Möglichkeit, im „März“ zu schreiben.

## Partei
Haußmann trat schon in seiner Jugend der Volkspartei in Württemberg bei, die seit 1910 der württembergische Landesverband der Fortschrittlichen Volkspartei war. Ab 1885 bildete er zusammen mit seinem Bruder und Friedrich Payer die Führungsspitze der Partei. Unter ihrer Führung wurde die Volkspartei bei der Landtagswahl 1895 mit 32,5 % stärkste Kraft.
Nach dem Ersten Weltkrieg gehörte er zu den Mitbegründern der Deutschen Demokratischen Partei und war maßgeblich daran beteiligt, dass die württembergischen Demokraten sich als Landesverband der DDP anschlossen.

## Abgeordneter
Haußmann war von 1889 bis zu seinem Tode Landtagsabgeordneter in Württemberg, bis 1918 in der Zweiten Kammer der Landstände des Königreichs Württemberg, danach seit 1919 im Landtag des freien Volksstaates Württemberg. Als Mitglied der Demokratischen Volkspartei setzte er sich für die Verfassungsreform ein.
Von 1890 bis 1918 gehörte er für den Wahlkreis Württemberg 9 (Balingen, Rottweil, Spaichingen, Tuttlingen) dem Reichstag des Kaiserreiches an. Als Reichstagsabgeordneter arbeitete er mit Eugen Richter und dessen Fraktion der Deutschen Freisinnigen Partei zusammen, da die Deutsche Volkspartei im Reichstag nicht Fraktionsstärke erreichen konnte. Im Rahmen der Daily-Telegraph-Affäre wurde Haußmann mit seiner Forderung nach einer konstitutionellen Staatsform der breiten Öffentlichkeit bekannt. Nach der Fusion seiner Partei mit der Freisinnigen Volkspartei und der Freisinnigen Vereinigung zur Fortschrittlichen Volkspartei nahm er immer mehr eine Führungsrolle im Liberalismus des Deutschen Kaiserreichs ein. Bereits vor dem Ersten Weltkrieg bemühte er sich intensiv auf Treffen in Bern und in Basel um Kontakte zu französischen Abgeordneten, um Spannungen abzubauen. Im Juli 1917 gehörte er zu den Initiatoren einer Resolution des Reichstages über einen Verständigungsfrieden zur Beendigung des Ersten Weltkriegs, welche sich aber letztlich nicht durchsetzen konnte. Am 14. Oktober 1918 wurde Haußmann zum Staatssekretär ohne Geschäftsbereich im Kabinett Baden ernannt. Dort war er im Wesentlichen für das Verfassen von Erklärungen des Kanzlers zuständig. Mit dem Scheitern der Regierung gab Haußmann sein Amt auf, obwohl ihn Friedrich Ebert gerne in sein Kabinett aufgenommen hätte. Auf Landesebene übernahm er den Landesvorsitz der Ende 1918 neu gegründeten Deutschen Demokratischen Partei (DDP).
Bei der Wahl zur Deutschen Nationalversammlung Anfang 1919 zog er für die DDP in die Nationalversammlung ein. Dort gehörte er als Vizepräsident dem Präsidium an und übernahm zugleich den Vorsitz des „Ausschußes zur Vorberatung des Entwurfs einer Verfassung des Deutschen Reichs“. Auf Landesebene scheiterte Haußmann 1920 mit dem Versuch, sich zum Staatspräsidenten des Volksstaates Württemberg wählen zu lassen. Nachdem er sich nicht gegen Johannes von Hieber hatte durchsetzen können, zog er sich aus der Landespolitik zurück, blieb aber bis zu seinem Tod 1922 Reichstagsabgeordneter.

## Schriften (Auswahl)
- Der Linksliberalismus. In: Handbuch der Politik, Berlin und Leipzig 1914.
- Aus Conrad Haußmanns politischer Arbeit. Hrsg. von seinen Freunden. Frankfurter Societäts-Druckerei, Frankfurt a. M. 1923.
- Schlaglichter: Reichstagsbriefe und Aufzeichnungen. Hrsg. von Ulrich Zeller. Frankfurter Societäts-Druckerei, Frankfurt a. M. 1924.